# Warden (Washington)
Warden es una ciudad ubicada en el condado de Grant, estado de Washington, Estados Unidos. Tiene una población estimada, a mediados de 2021, de 2527 habitantes.
Alrededor del 80% de la población de la ciudad es de origen hispano o latino. 

## Geografía
La ciudad está ubicada en las coordenadas 46°58′2″N 119°3′8″O / 46.96722, -119.05222 (46.967251, -119.052267).

## Demografía
Según mi ano( censo de 2020 ), en ese momento había 2449 personas residiendo en la localidad. El 31.28% de los habitantes eran blancos, el 0.82% eran afroamericanos, el 1.06% eran amerindios, el 0.73% eran asiáticos, el 0.04% era isleño del Pacífico, el 47.77% eran de otras razas y el 18.29% eran de una mezcla de razas. Del total de la población, el 80.69% de los habitantes eran hispanos o latinos de cualquier raza.
De acuerdo con los datos de la Oficina del Censo, en 2000 los ingresos medios de los hogares de la localidad eran de $31,071 y los ingresos medios de las familias eran de $33,409. Los hombres tenían ingresos medios por $27,450 frente a los $19,875 que percibían las mujeres. Los ingresos per cápita para la localidad eran de $9,922. Alrededor del 23.1% de la población estaban por debajo del umbral de pobreza.
Según la estimación 2016-2020 de la Oficina del Censo, los ingresos medios de los hogares de la localidad son de $39,344 y los ingresos medios de las familias son de $48,162. Alrededor del 16.8% de la población está por debajo del umbral de pobreza.